# Nico D’Alessandria
Domenico D’Alessandria (* 10. Dezember 1941 in Rom; † 22. Dezember 2003 ebenda) war ein italienischer Filmregisseur und Drehbuchautor.

## Leben
D’Alessandria diplomierte 1967 am Centro Sperimentale di Cinematografia im Fach Regie; seine Examensarbeit war der Kurzfilm Il canto d'amore di Alfredo Profrok nach einem Gedicht von T. S. Eliot. Bis 1971 arbeitete er intensiv als Regieassistent bei kommerziell ausgerichteten Genrefilmen. Dann richtete er sein Interesse auf Fernsehdokumentationen und den politischen Film, speziell das Cinema militante. 1978 experimentierte er mit neuen Dokumentationsformen für das Radio und brachte zwei Jahre später erstmals einen Film ins Kino, den auf 16 mm gedrehten Passaggi. 1985 erschien sein bis dahin ambitioniertestes Werk L’imperatore di Roma nach eigenem Buch, in eigener Produktion, selbst geschnitten und inszeniert. Beinahe zehn Jahre dauerte es bis zu seinem nächsten Kinofilm L’amico immaginario mit einem sehr guten Victor Cavallo in der Hauptrolle. 2000 erschien mit Regina Coeli seine letzte Arbeit für die große Leinwand.

## Filmografie
- 1980: Passaggi
- 1985: L’imperatore di Roma
- 1994: Der imaginäre Freund (L’amico immaginario)
- 2000: Regina Coeli